# Mary Wiseman
Mary Wiseman (30 de julho de 1985) é uma atriz mais conhecida por interpretar a cadete Sylvia Tilly na série Star Trek: Discovery.

## Biografia
Wiseman cresceu na cidade de Gaithersburg, em Maryland, e estudou em Juilliard School, em Nova Iorque.

## Filmografia

### Televisão
| Ano       | Filme                | Papel            | Notas                  |
| --------- | -------------------- | ---------------- | ---------------------- |
| 2012      | Craft & Burn         | Servidora Sênior | 2 episódios            |
| 2014      | Three Dates          | Stacey           |                        |
| 2016      | The Characters       | Shannon          | Episódio: "John Early" |
| 2016      | Difficult People     |                  | Episódio: "High Alert" |
| 2016-2017 | Longmire             | Meg Joyce        | 7 episódios            |
| 2017      | Baskets              | Trinity          | 2 episódios            |
| 2017-2024 | Star Trek: Discovery | Sylvia Tilly     | 13 episódios           |
| 2018      | Health to the King   | Enfermeira       | Curta-metragem         |
| 2018      | Room 104             | Josie            | Episódio: "Josie & Me" |